# Afrikansk knivfisk
Afrikansk knivfisk (Xenomystus nigri) är en fiskart som först beskrevs av Günther, 1868.  Afrikansk knivfisk ingår i släktet Xenomystus och familjen Notopteridae. IUCN kategoriserar arten globalt som livskraftig. Inga underarter finns listade i Catalogue of Life.

## Bildgalleri

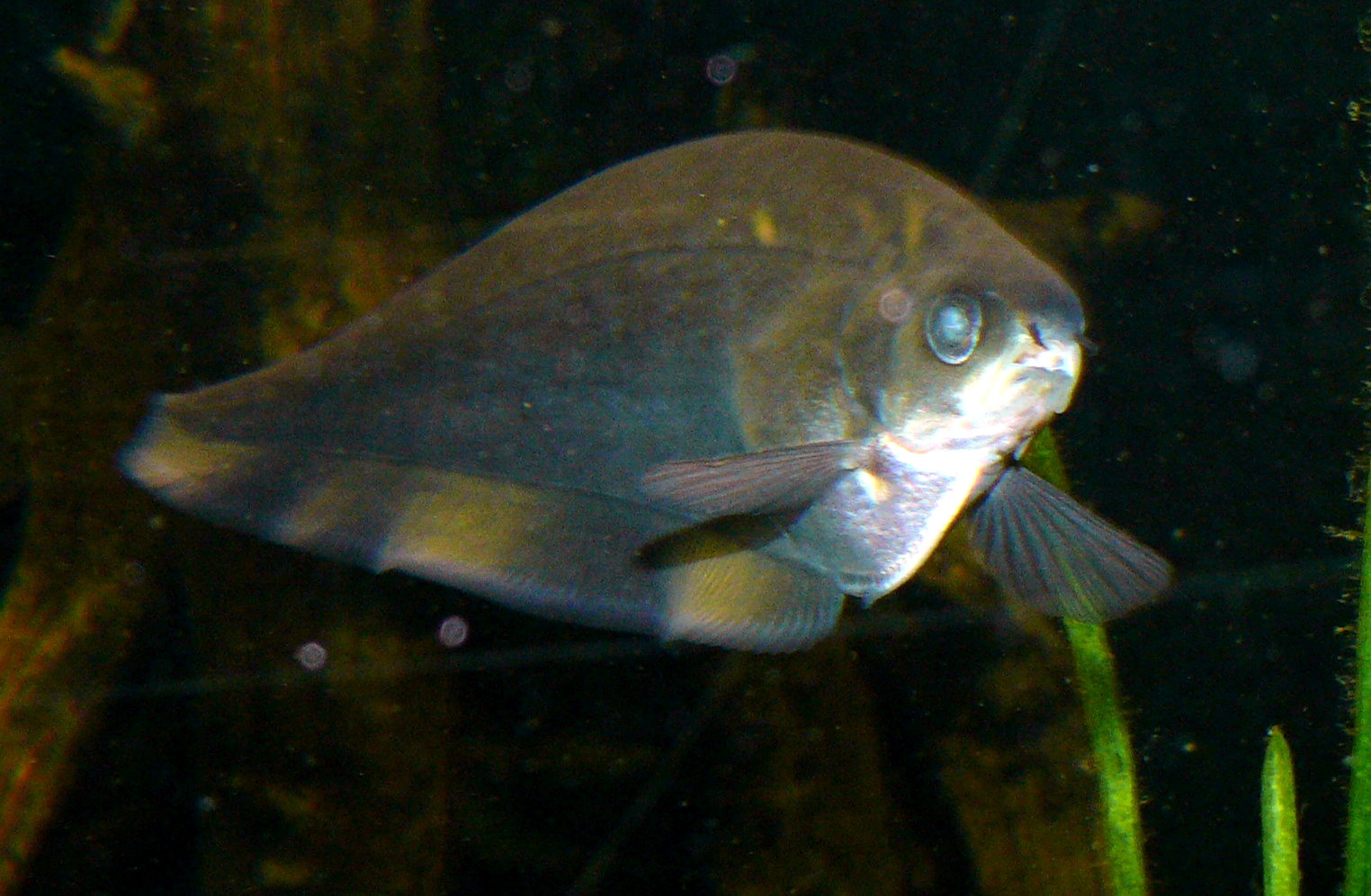
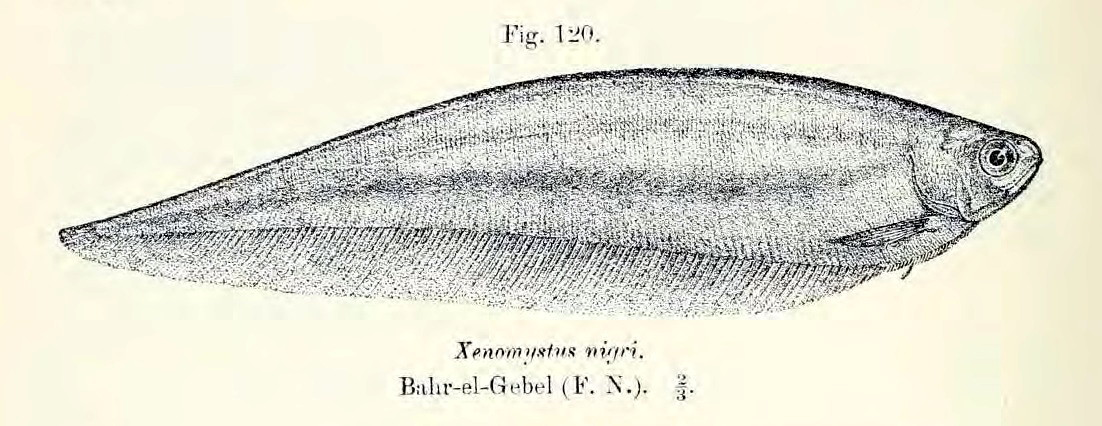